# Szász Károly (közgazdász)
Szász Károly (Budapest, 1957. január 10. –) magyar közgazdász, bankár, 2014-től a Semmelweis Egyetem kancellárja. A Pénzügyi Szervezetek Állami Felügyelete (PSZÁF) volt elnöke 2000–2004, valamint 2010–2013 között. 
Ő vezette a PSZÁF-ot, amikor a felügyelet 2003-ban kirobbantotta a Kulcsár Attila nevéhez kötődő brókerbotrányt, majd Szászt a nyílt utcán súlyosan bántalmazták. 2004. május 18-án Medgyessy Péter miniszterelnök szocialista-szabaddemokrata koalíciója Sáray Éva elnökhelyettessel együtt jogellenesen menesztette.

## Életpályája
A Marx Károly Közgazdaságtudományi Egyetemen végzett 1981-ben. 1986-ban az Egyesült Államok monetáris politikájáról írta egyetemi doktori disszertációját.
1981-től három évig a TESCO Külkereskedelmi Vállalat üzletkötője volt, majd 11 évig a Közép-Európai Nemzetközi Banknál (CIB) dolgozott különböző beosztásokban: közgazdasági területen, a lebonyolítási részlegen, később a nemzetközi bankkapcsolati osztály referense, a CIB győri első bankfiókjának vezetője, majd vállalatfinanszírozási főosztályvezető. 1995-ben a Magyar Külkereskedelmi Bank vállalati üzletág igazgatója lett és a bank ügyvezetésének tagja. Másfél évvel később ismét a CIB-nél dolgozott, 1998-ban a HypoVereinsbank Hungaria Rt. igazgatósági tagja, a vállalati üzletágért felelős társvezérigazgató lett. 1999-ben a Konzumbank vezérigazgatójává nevezték ki.

### A PSZÁF elnökeként
2000-től 2004-ig a PSZÁF elnöke volt. Azon kevés kulcspozícióban lévő állami hivatalnok közé tartozott, akik posztjukon maradtak, amikor a Fidesz vezette koalíció kormányát 2002 nyarán az MSZP-SZDSZ kormány váltotta. A szintén a Fidesz-kormány idején kinevezett Járai Zsigmond MNB-elnökkel, Polt Péter legfőbb ügyésszel, Mellár Tamással, a Központi Statisztikai Hivatal (KSH) elnökével és a Magyar Rádió elnökével, Kondor Katalinnal együtt a kormánypárti politikusok és sajtó célkeresztjébe került. „Szász Károllyal és a vele hasonlókkal szemben úgy kell eljárni, hogy vagyonelkobzás és onnantól kezdve tárgyalunk, hogy meddig fog börtönben ülni,” - mondta 2003-ban Török Zsolt szocialista képviselő. Szász maga sem takarékoskodott a kormányt bíráló megjegyzésekkel, de elnöki ciklusa lejárta előtt elmozdítani nem tudták törvényesen.
Végül a kormánykoalíció az Európai Unió bírálata ellenére úgy távolította el, hogy átírták a PSZÁF-ról szóló törvényt, átalakítva a felügyelet teljes szervezetét. A Legfelső Bíróság 2007. december 9-én mondta ki jogerősen, hogy eltávolítása jogellenes volt és jár neki az ítélet meghozataláig a PSZÁF-elnöki illetmény és kamatai. (Korábban a bíróság ugyancsak jogellenesnek mondta ki a KSH vezetőinek eltávolítását Medgyessy Péter szocialista miniszterelnök idején.)
Sólyom László köztársasági elnök 2010. július 1-jén nevezte ki újra a PSZÁF élére, Orbán Viktor miniszterelnök javaslatára. Ezt a tisztséget egészen a PSZÁF MNB-be való beolvasztásáig, 2013-ig töltötte be.

### Az OTP csoportnál
Eltávolítása után, 2004 augusztusától az OTP Bank elnöki tanácsadója lett. Amikor az OTP 2006 elején megvásárolta a szerbiai Niska Banka nevű bankot, vezérigazgatója Szász Károly lett. Az OTP Banka Srbija névre keresztelt banknak 2008 elején 106 fiókja volt. 2008. október 9-étől feladatát Auth Henrik vette át, ő maga pedig visszatért Budapestre, hogy ismét elfoglalja az OTP elnöki tanácsadói posztját.

### A Semmelweis Egyetem élén
2014. október 31-én Balog Zoltán miniszter a Semmelweis Egyetem kancellárjává nevezte ki.

## Rehabilitációja
A Pénzügyi Szervezetek Állami Felügyelete 2004. május 18-án leváltott elnöke, Szász Károly és elnökhelyettese, Sáray Éva közszolgálati jogviszony megszüntetése tárgyban indított perében a Legfelsőbb Bíróság 2007. december 7-én kézbesített ítéletében jogerősen megállapította, hogy az akkori pénzügyminiszter, Draskovics Tibor az érintett vezetők közszolgálati jogviszonyát jogellenesen számolta fel.
2015-ben megkapta a Magyar Érdemrend parancsnoki keresztjét.